# Милвилл (Висконсин)
Милвилл (англ. Millville) — посёлок в округе Грант штата Висконсин в США.

## География
Милвилл находится на юге штата Висконсин и располагается по координатам 43°01′53″ с. ш. 90°55′47″ з. д.; среднее возвышение над уровнем моря — 213 м. Согласно Бюро переписи населения США, общая площадь города составляет 56,3 км², из которых водная поверхность занимает 3,45 % и составляет 1,9 км².

## Известные личности
В Милвилле родился писатель-фантаст Клиффорд Симак (известный российскому читателю как Клиффорд Саймак), который неоднократно использовал родной посёлок в качестве места действия своих произведений, таких как «Пересадочная станция» и «Всякая плоть — трава».